# Adaptieve radiatie
Adaptieve radiatie is een vorm van evolutie waarbij soortvorming uit een gemeenschappelijke voorouder optreedt door adaptatie aan verschillende ecologische niches.

## Voorkomen
Adaptieve radiatie vindt plaats wanneer een enkele soort door herhaalde periodes van soortvorming talrijke typen nakomelingen voortbrengt die sympatrisch blijven binnen een klein geografisch gebied. Naast elkaar levende populaties van soorten divergeren in hun gebruik van ecologische hulpbronnen, waardoor de concurrentie tussen soorten vermindert.
Meestal betreft het soorten die op een eilandengroep, waar een heleboel niches nog niet bezet zijn, geïsoleerd raken. Daardoor gaan de populaties van de soort in verschillende richtingen evolueren en ontstaan er verschillende soorten die in hetzelfde "vaderland", dus sympatrisch, leven. De neiging tot divergentie die verantwoordelijk is voor adaptieve radiatie is het gevolg van de divergentie in het gebruik van ecologische hulpbronnen door soorten, en veranderende lichaamsbouw als aanpassing hieraan, waardoor de concurrentie tussen de soorten vermindert. 
| | 1. Soort A migreert van het vasteland naar het eerste eiland. |
| 2. Geïsoleerd van het vasteland evolueert soort A in soort B. 3. Soort B migreert naar het tweede eiland. |                                                               |
| 4. Soort B evolueert in soort C. (Let op: plaatje klopt niet, 4. hoort bij tweede eiland te staan!) 5. Soort C migreert terug naar het eerste eiland, maar is niet meer in staat tot reproductie met soort B. 6. Soort C migreert naar het derde eiland. |                                                               |
| 7. Soort C evolueert in soort D. 8. Soort D migreert naar het eerste en tweede eiland. |                                                               |
| 9. Soort D evolueert in soort E. |                                                               |
| Dit verhaal zou steeds kunnen doorgaan totdat er een steeds grotere diversiteit aan soorten is. |                                                               |

## Voorbeelden
- de darwinvinken van de Galapagoseilanden: uit een vooroudersoort uit de familie van de Thraupidae (Amerikaanse gorzen, tangaren en verwanten) zijn 15 soorten voortgekomen, die allen een eigen, zeer bepaalde niche bezetten. Zo ontstonden drie grote groepen darwinvinken: 
  - de boomvinken: vegetarisch, insectenetend, spechtachtig
  - de grondvinken: vegetarisch, cactusvoedend
  - de boszangervinken: alleen insecteneters
- de eilandgorzen (geslacht Nesospiza) van de archipel van Tristan da Cunha
- de cichliden van de drie grote Oost-Afrikaanse meren: zowel in het Victoria-, Malawi- en Tanganyikameer leven (of leefden) er grote groepen cichliden, die zich op vele wijzen voeden. In het Victoriameer, dat het minst soortenrijk is, zijn al deze soorten uit één enkele voorouder geëvolueerd (monofyletische soortenzwerm); in het Malawi- en Tanganyikameer echter zijn ze uit verschillende voorouders geëvolueerd en spreken we van polyfyletische soortenzwermen.
- de drie soorten halfmaki's van Madagaskar: deze drie lemurensoorten uit het geslacht Hapalemur en Prolemur) eten bamboe, maar elke soort maki eet een andere soort bamboe, of een ander deel van de plant. De drie soorten zijn: breedsnuithalfmaki (Prolemur simus), grijze halfmaki (Hapalemur griseus) en gouden halfmaki (H. aureus)
- de tenreks van Madagaskar, die zich aan vele verschillende niches en woonplaatsen aangepast hebben
- de buideldieren van Australië. Deze soorten hadden oorspronkelijk slechts weinige voorouders en zijn, door het ontbreken van of placentale zoogdieren, in allerlei richtingen geëvolueerd om zo veel mogelijk niches te kunnen bezetten